# Raymond Trouard

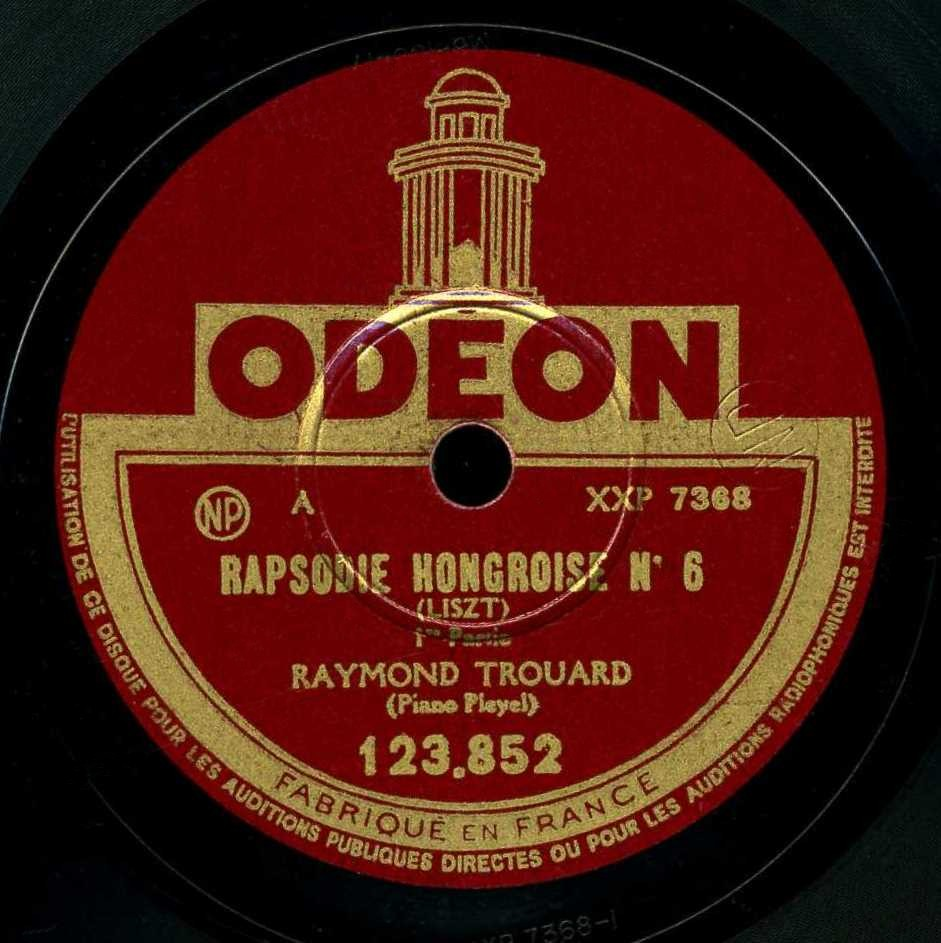
Disque 78 tours de Raymond Trouard - Liszt

Raymond Trouard est un pianiste français, né le 9 août 1916 à Étampes et décédé le 17 décembre 2008 à Paris. Professeur au Conservatoire de Paris de 1969 à 1985, il a formé une génération de pianistes parmi lesquels Eric Ferrer, Marc-Henri Lamande, Christiane Martin. Son répertoire est vaste, de Bach à Dutilleux. Il excelle dans Liszt dont il détient non seulement la technique, mais aussi l’esprit par la filiation avec Emil von Sauer. Son assistante la Princesse Janine Ouroussouff (1935-1991) a également connu une brillante carrière de concertiste.

## Biographie
À 10 ans, Raymond Trouard, « jeune étoile de l'école de danse de l'Opéra » joue Chopin enfant dans un film de Henry Roussell. 

### Formation
Il entre au Conservatoire de Paris en 1929. Trouard a pour professeurs André Bloch, Joseph Morpain, Victor Staub, Emil von Sauer, Marcel Dupré, Paul Dukas, Philippe Gaubert et Bruno Walter. Il obtient son 1er Prix de piano en 1933 et un 2e Prix de direction d'orchestre en 1937.  
Il parfait ses études musicales avec Yves Nat, Sergueï Rachmaninov, Manuel Infante, Maurice Ravel. 
Il donne son premier récital de piano en 1935. Il remporte le 1er Grand Prix Louis Diémer en 1939. Commence alors pour lui une grande carrière internationale qui le mènera dans le monde entier : en France bien sûr, mais aussi partout en Europe, Angleterre, Allemagne, Autriche, Belgique, Italie, Espagne, Suisse, Norvège, Suède, Finlande, Danemark, Hollande. Il joue également en Amérique du Sud et en Amérique du Nord (États-Unis, Canada). Il joue en récital, et avec orchestre sous la direction des plus grands chefs : Philippe Gaubert, Pierre Monteux, Eugène Bigot, André Cluytens, Pierre Dervaux, Richard Beck, Carl Schuricht …  

### Critique
La critique française voit en lui l’un des maîtres du piano du XXe siècle :
- « Une technique légendaire… des mains merveilleuses… une source de joie ». Bernard Gavoty - Clarendon – Le Figaro.
- « Le piano, le somptueux piano d’Émile Sauer, de Rachmaninov, et de Vladimir Horowitz, peut être fier de Monsieur Trouard ». (Jean Wiéner).
- « La plus magnifique exécution du concerto en mi bémol de Liszt dont il me souvienne depuis Busoni… ». (Jean Chantavoine).
- « L’Appassionata fut la plus belle ou la plus sublime - j’use sans hésiter du superlatif absolu – que j’entendis depuis Yves Nat ». (José Bruyr).

La critique internationale n’est pas moins élogieuse :
- « Depuis longtemps Debussy n’a pas été interprété avec une force aussi ingénue, dans une approche aussi intuitive qu’à cette soirée donnée par Trouard ». Der Tagespiegel – Berlin.
- « L’événement central du concert fut le concerto de Ravel avec Raymond Trouard. Le public comme l’orchestre (symphonique de Vienne) subirent la fascination du pianiste qui fut fêté avec enthousiasme ». Neues Osterreich – Vienne.
- « Le jeu de Raymond Trouard fit de la Burlesque de Richard Strauss un succès incontestable pour lui-même et pour l’œuvre ». Volkstimme – Vienne.
- « C’est un artiste spirituel, plein de poésie, prenant, et du point de vue technique … légendaire ». Svenska Dagbladet – Stockholm.
- « Raymond Trouard a l’ardeur intrépide, la technique d’acier, la sonorité claire et brillante, la franchise et la sûreté rythmique du grand virtuose ». Le Soir – Bruxelles.

Raymond Trouard figurait au rang des grands interprètes de Frédéric Chopin. Au disque, il donna une version de référence des 14 valses.
Il fit de nombreux enregistrements pour les firmes Odeon, puis CBS, ainsi qu'EMI. Ces enregistrements ont été remastérisés, et sont réédités (mai 2008) en un coffret de 11 CD par la firme Sony, coffret intitulé « Raymond Trouard : Une vie pour le piano ». Un livret y est inclus, avec une interview récente de l’artiste par Frédéric Gaussin (2007). De nombreux autres enregistrements sont en attente d'une future édition commerciale.

#### Critique négative
Dans le Progrès de Bordeaux le 16 mai 1942, Pierre Corday écrit : « R. Trouard est venu donner un nouveau récital. Il aurait pu s'en dispenser. Son stock de morceaux n'a guère évolué et son interprétation m'a paru plus médiocre que les autres fois. Beaucoup de virtuosité inutile et que de dureté, de chaos et d'obscurité ! Le meilleur moment fut l'interprétation des sonates de Scarlatti, peu connues. Mais cela ne valait pas le déplacement ». 

### Filmographie
En 1953, il participe au court-métrage Trois Hommes et un piano d'André Berthomieu où il joue au piano trois compositions de musique classique, ainsi que C'est si bon avec Henri Betti et Léo Chauliac.

## Discographie
33 tours
- Beethoven, Sonates pour piano nos 8, 14 et 23 (1962, LP Odeon XOC 813 / Senator WSR-814 / CBS 51013)
- Chopin, Récital (LP Odeon ODX 143)
- Chopin, « Récital Chopin au Palais de Chaillot » (LP Odeon XOC 810)
- Chopin, Valses (1965, LP Odeon XOC 803 / CBS 51003)
- Liszt, Concertos pour piano - Raymond Trouard, piano ; Orchestre Colonne, dir. Eugène Bigot (Odeon XOC 808 / CBS 51008)
- Liszt, Rêve D'amour, La Campanella, Rhapsodies hongroises 2, 6 et 15... (LP Odeon XOC 806 / CBS 51006)
- Liszt, Sonate en si mineur, Funérailles, Légendes (LP CBS 51086)

CD
- « Raymond Trouard, une vie pour le piano » (1948-1965, 11CD Sony 88697 318462) (OCLC 658359800)